# Prima Divisione FIDAF 2019
La Prima Divisione FIDAF 2019 è la 3ª edizione del campionato di football americano di Prima Divisione, organizzato dalla FIDAF, precedentemente gestito dalla lega IFL.
Il 17 ottobre 2018 i Rhinos Milano hanno annunciato che non parteciperanno a quest'edizione della Prima Divisione, scegliendo invece di giocare in Seconda Divisione.
Gli UTA Pesaro hanno annunciato che non parteciperanno a quest'edizione della Prima Divisione, scegliendo invece di giocare in CIF9. Sono pertanto stati ripescati i Giaguari Torino.

## Formula
Con i 9 team partecipanti la formula del campionato rimane a girone unico, eliminate però le "Classiche".

## Squadre partecipanti
| Club             | Città   | Stadio                                             | Sponsor ufficiale | Risultato nella stagione 2018          |
| ---------------- | ------- | -------------------------------------------------- | ----------------- | -------------------------------------- |
| Dolphins Ancona  | Ancona  | C.S. Nelson Mandela                                | GLS               | Wild Card                              |
| Ducks Lazio      | Roma    | C.S. Arnaldo Fuso (Ciampino)                       | Cottorella        | Semifinalisti                          |
| Giaguari Torino  | Torino  | Stadio Primo Nebiolo                               |                   | 10º posto in regular season; ripescati |
| Giants Bolzano   | Bolzano | Stadio Europa                                      |                   | Finalisti                              |
| Guelfi Firenze   | Firenze | Guelfi Sport Center                                | Estra             | Wild Card                              |
| Lions Bergamo    | Bergamo | Stadio Comunale (Azzano San Paolo)                 | HVM               | 8º posto in regular season             |
| Panthers Parma   | Parma   | Stadio Sergio Lanfranchi                           |                   | Semifinalisti                          |
| Seamen Milano    | Milano  | Velodromo Maspes-Vigorelli                         | Cisalfa           | Vincitori XXXVIII Italian Bowl         |
| Warriors Bologna | Bologna | Alfheim Field – Centro sportivo "Giorgio Bernardi" |                   | Vincitori XXV Silver Bowl              |

## Import
| Club             |                  |                         |                |
| ---------------- | ---------------- | ----------------------- | -------------- |
| Dolphins Ancona  | Dylan Albertson  | Nelson Hughes III       |                |
| Ducks Lazio      |                  |                         |                |
| Giaguari Torino  |                  |                         |                |
| Giants Bolzano   |                  |                         |                |
| Guelfi Firenze   | Steve Franco     | Lynx Hawthorne          | Silas Nacita   |
| Lions Bergamo    | Alex Germany     | DeJvion Edwards-Steward |                |
| Panthers Parma   | Reilly Hennessey | Vincenzo Ferraro        | Derrick Bryant |
| Seamen Milano    | Luke Zahradka    | Xavier Mitchell         |                |
| Warriors Bologna |                  |                         |                |

## Stagione regolare

### Calendario

#### 1ª giornata
| Arbitri: | Zampedri A. Maghini G. Sanfelice A. Ferrarini A. Pagani R. Rettani M. Bernardi |

| |           |  |
| Bonaparte 11':47" Q1 (TD) 99yd kickoff return di Tunisi Q1 (pat) A. Fiammenghi 5':14" Q1 (TD) 100yd pass from Zahradka di Tunisi Q1 (pat) Mitchell 1':19" Q1 (TD) 53yd pass from Zahradka di Tunisi Q1 (pat) Lamamra 10':52" Q2 (TD) 77yd pass from Zahradka di Tunisi Q2 (pat) Bonaparte 3':32" Q2 (TD) 3yd run di Tunisi Q2 (pat) Team 2':42" Q3 (saf) 1yd rush for loss | Marcatori |  |

| Arbitri: | Marcuccetti U. di Bari I. Conti L. Ferracuti S. d'Amato E. Moselli E. di Battista |

| |           | |
| Albertson 2':42" Q1 (TD) 5yd pass from Hughes III C. Brancaccio Q1 (pat) C. Brancaccio 3':42" Q2 (FG) 17yd | Marcatori | Malpeli Avalli 8':29" Q2 (TD) 23yd run Felli Q2 (pat) Malpeli Avalli 1':50" Q2 (TD) 15yd run Felli Q2 (pat) |

| Arbitri: | G. Sabbatinelli G. Genise G. Curatolo D. Vitale A. Visconti A. Robledo N. Pizzorno |

| |           | |
| Parlangeli 2':22" Q1 (TD) 16yd pass from Scaglia M. Zanetti Q1 (pat) A. Sangiorgi 1':00" Q1 (TD) 2yd pass from Scaglia M. Zanetti Q1 (pat) Cira 8':02" Q4 (TD) 10yd run | Marcatori | T. Johnson 5':45" Q2 (TD) 1yd run T. Pozzebon 2':43" Q2 (TD) 43yd pass from T. Johnson P. Meconi Q2 (tpc) pass from T. Johnson L. Melchiorre 4':40" Q3 (TD) 67yd pass from T. Johnson G. Bianco Q3 (pat) L. Melchiorre 2':00" Q3 (TD) 70yd interception return M. Gentili 0':12" Q3 (TD) 22yd pass from T. Johnson G. Bianco Q3 (pat) M. Gentili 3':55" Q4 (TD) 25yd run |

| Arbitri: | Sala R. Buran Tomaz A. Ferrarini A. Visconti R. Rettani B. Jovanovic |

| |           |                                                                            |
| della Vecchia 11':50" Q1 (TD) 80yd kickoff return Simone Q1 (tpc) rush Gregorio 11':08" Q1 (TD) 11yd pass from Gahafer Simone 6':10" Q1 (TD) 12yd pass from Gahafer della Vecchia Q1 (pat) Bonacci 0':46" Q2 (TD) 2yd pass from Gahafer della Vecchia Q2 (pat) Simone 11':55" Q4 (TD) 17yd pass from Gahafer Simone 0':59" Q4 (TD) 13yd pass from Gahafer della Vecchia Q4 (pat) | Marcatori | J. Salsa 3':12" Q3 (TD) 5yd pass from M. Wright jr. J. Caprioglio Q3 (pat) |

#### 2ª giornata
| Arbitri: | F. Mariotti Camossa I. Conti D. Vitale M. Americi D. Curatolo S. Mari... |

| |           | |
| Hawthorne 0':42" Q2 (TD) 6yd run Carboni 6':15" Q3 (TD) 13yd pass from Hawthorne Nacita 3':15" Q3 (TD) 35yd interception return Carboni Q3 (tpc) pass from Nacita 6':04" Q4 (TD) 16yd pass from Hawthorne F. Camorani Q4 (pat) | Marcatori | Malpeli Avalli 9':00" Q1 (TD) 56yd run Felli Q1 (pat) Alinovi 6':14" Q1 (TD) 59yd pass from D. Rossi Felli Q1 (pat) Felli 9':27" Q2 (FG) 38yd |

| Arbitri: | Camossa F. Mariotti I. Conti D. Vitale G. Sabbatinelli V. Vitelli L. Ferracuti |

|                                    |           | |
| J. Flanders 8':10" Q2 (TD) 2yd run | Marcatori | di Tunisi 5':40" Q1 (TD) 69yd pass from Zahradka di Tunisi Q1 (pat) C. Buccellato 5':15" Q2 (TD) 3yd pass from Zahradka Mitchell 0':53" Q2 (TD) 11yd pass from Zahradka Mitchell 2':20" Q3 (TD) 6yd pass from Zahradka Mitchell Q3 (tpc) rush di Tunisi 9':55" Q4 (TD) 8yd pass from Zahradka P. Previtali Q4 (pat) Mitchell 6':40" Q4 (TD) 22yd pass from Zahradka P. Previtali Q4 (pat) |

| Arbitri: | Sala N. J. Fani Tomaz A. Ferrarini A. Sartini R. Rettani R. Buran |

| |           | |
| W. Testa 6':21" Q1 (FG) 41yd Germany 4':41" Q1 (TD) 1yd run W. Testa Q1 (pat) Germany 10':39" Q3 (TD) 13yd pass from Fimiani W. Testa Q3 (pat) M. Bonzanni 9':05" Q4 (TD) 15yd pass from Fimiani W. Testa Q4 (pat) | Marcatori | P. Giacomelli 3':00" Q1 (TD) 34yd run della Vecchia Q1 (pat) J. Cox 9':39" Q2 (TD) 24yd pass from D. Gahafer della Vecchia Q2 (pat) Simone 3':49" Q3 (TD) 19yd pass from D. Gahafer della Vecchia Q3 (pat) P. Giacomelli 1':03" Q4 (TD) 1yd run della Vecchia Q4 (pat) |

| Ciampino 17 marzo 2019, ore 17:00 | Ducks Lazio | 41 – 12 (9-6 14-6 12-0 6-0) referto                                                                   | Dolphins Ancona | C.S. Arnaldo Fuso (250 spett.) |
| V. Migliozzi 1':53" Q1 ( TD ) 3yd pass from T. Johnson G. Bianco Q1 ( pat ) Al. Sollevanti 5':37" Q1 ( saf ) PAT return L. Melchiorre 11':50" Q2 ( TD ) 5yd pass from T. Johnson G. Bianco Q2 ( pat ) L. Melchiorre 0':55" Q2 ( TD ) 8yd pass from T. Johnson G. Bianco Q2 ( pat ) L. Melchiorre 4':27" Q3 ( TD ) 10yd pass from T. Johnson M. Gentili 1':54" Q3 ( TD ) 25yd pass from T. Johnson T. Pozzebon 7':23" Q4 ( TD ) 6yd pass from T. Johnson Marcatori Albertson 5':37" Q1 ( TD ) 18yd pass from Hughes III Albertson 7':58" Q2 ( TD ) 13yd pass from Hughes III |             | |                 |                                |
| |             | |                 |                                |
| V. Migliozzi 1':53" Q1 (TD) 3yd pass from T. Johnson G. Bianco Q1 (pat) Al. Sollevanti 5':37" Q1 (saf) PAT return L. Melchiorre 11':50" Q2 (TD) 5yd pass from T. Johnson G. Bianco Q2 (pat) L. Melchiorre 0':55" Q2 (TD) 8yd pass from T. Johnson G. Bianco Q2 (pat) L. Melchiorre 4':27" Q3 (TD) 10yd pass from T. Johnson M. Gentili 1':54" Q3 (TD) 25yd pass from T. Johnson T. Pozzebon 7':23" Q4 (TD) 6yd pass from T. Johnson | Marcatori   | Albertson 5':37" Q1 (TD) 18yd pass from Hughes III Albertson 7':58" Q2 (TD) 13yd pass from Hughes III |                 |                                |

#### 3ª giornata
| Arbitri: | G. Marcuccetti R. Passalacqua I. Conti D. Vitale F. Mariotti S. Mari... M. Americi |

| |           | |
| Franco 3':08" Q1 (TD) 43yd pass from Nacita Q. Sousa Q1 (tpc) pass from Nacita 6':25" Q2 (TD) 33yd run F. Camorani Q2 (pat) G. Bonanno 0':32" Q2 (TD) 28yd pass from Nacita F. Camorani Q2 (pat) Nacita 6':41" Q4 (TD) 3yd run F. Camorani Q4 (pat) Nacita 5':33" Q4 (TD) 26yd run F. Camorani Q4 (pat) | Marcatori | T. Johnson 3':20" Q2 (TD) 8yd run Gentili 8':12" Q3 (TD) 1yd run T. Johnson Q3 (tpc) rush L. Melchiorre 1':47" Q4 (TD) 5yd pass from T. Johnson T. Johnson Q4 (tpc) rush |

| Arbitri: | Sala A. Maghini Tomaz R. Rettani L. Ferracuti V. Vitelli A. Visconti |

|                                                      |           | |
| Me. Soltana 1':04" Q2 (TD) 16yd pass from Hughes III | Marcatori | Mitchell 6':43" Q2 (TD) 71yd punt return di Tunisi Q2 (pat) di Tunisi 3':57" Q3 (TD) 12yd pass from Zahradka P. Previtali Q3 (tpc) pass from Zahradka A. Raffaele 7':50" Q4 (TD) 1yd run di Tunisi Q4 (pat) Mitchell 4':05" Q4 (TD) 66yd pass from Zahradka di Tunisi Q4 (pat) |

| Arbitri: | A. Maghini Gaias G. Rizzello A. Sartini M. Bernardi A. Pagani |

| |           | |
| M. Bonzanni 1':35" Q1 (TD) 65yd pass from Fimiani W. Testa Q1 (pat) Germany 0':09" Q2 (TD) 1yd run W. Testa Q2 (pat) Fimiani 7':44" Q3 (TD) 4yd run W. Testa Q3 (pat) C. Iacona 6':32" Q3 (saf) Germany 3':24" Q4 (TD) 3yd run W. Testa Q4 (pat) | Marcatori | A. Ghio 5':47" Q2 (TD) 5yd run J. Caprioglio Q2 (pat) J. Salsa 1':33" Q2 (TD) 24yd pass from M. Wright jr. J. Caprioglio Q2 (pat) M. Wacoubo 8':44" Q4 (TD) 40yd pass from M. Wright jr. J. Caprioglio Q4 (pat) |

| Arbitri: | Sala N. Fani Tomaz R. Rettani V. Vitelli A. Visconti |

|                                                     |           | |
| Felli 9':06" Q3 (FG) 42yd Felli 0':43" Q3 (FG) 47yd | Marcatori | Gahafer 7':58" Q1 (TD) 4yd run della Vecchia Q1 (pat) Bonacci 0':48" Q1 (TD) 22yd pass from Gahafer Simone 0':48" Q4 (TD) 20yd pass from Gahafer della Vecchia Q4 (pat) |

#### 4ª giornata
| Arbitri: | S. d'Amato Sala A. Ferrarini F. Antonelli A. Sartini N. Janicijevic G. Levantino |

| |           | |
| Zahradka 8':50" Q2 (TD) 2yd run Bonaparte 7':59" Q3 (TD) 28yd run P. Stillitano 2':57" Q3 (TD) 12yd pass from Zahradka P. Previtali Q3 (pat) | Marcatori | M. Pooda 1':22" Q1 (TD) 5yd run Bryant 10':33" Q4 (TD) 6yd run Felli Q4 (pat) Team 1':23" Q4 (saf) di Tunisi 21yd rush for loss to 0yd Ferraro 0':26" Q2 (TD) 13yd pass from D. Rossi Felli Q4 (pat) |

| Arbitri: | A. Maghini M. Breglia P. Moglia R. Rettani A. Pagani G. Sanfelice R. Buran |

| |           | |
| F. Ferraris 1':58" Q2 (TD) 19yd pass from M. Wright jr. J. Caprioglio Q2 (pat) A. Ghio 5':52" Q3 (TD) 19yd run J. Caprioglio Q3 (pat) | Marcatori | Nacita 11':05" Q1 (TD) 2yd run Nacita Q1 (tpc) rush Carboni 7':45" Q1 (TD) 6yd pass from Hawthorne F. Camorani Q1 (pat) Nacita 8':04" Q3 (TD) 6yd run Hawthorne 4':25" Q3 (TD) 10yd run F. Camorani Q3 (pat) Nacita 1':45" Q3 (TD) 44yd run F. Camorani Q3 (pat) Nacita 6':41" Q4 (TD) 5yd run F. Camorani Q4 (pat) Q. Sousa 4':27" Q4 (TD) 1yd run F. Camorani Q4 (pat) |

| Arbitri: | Sala Gaias Tomaz A. Ferrarini S. d'Amato N. Janicijevic A. Menotti |

| |           |                                    |
| Simone 1':17" Q1 (TD) 20yd pass from Gahafer della Vecchia Q1 (pat) della Vecchia 8':00" Q2 (FG) 36yd Simone 3':37" Q3 (TD) 54yd pass from Gahafer della Vecchia Q3 (pat) Silot Pajan 1':19" Q3 (TD) 57yd run della Vecchia 5':35" Q4 (FG) 33yd Cox 4':26" Q4 (TD) 39yd interception return della Vecchia Q4 (pat) | Marcatori | J. Flanders 6':51" Q1 (TD) 4yd run |

| Ciampino 7 aprile 2019, ore 16:30 | Ducks Lazio | 34 – 21 (14-0 14-7 6-7 0-7) referto | Lions Bergamo | C.S. Arnaldo Fuso (200 spett.) |
| T. Johnson 8':51" Q1 ( TD ) 11yd run P. Meconi Q1 ( pat ) T. Johnson 4':07" Q1 ( TD ) 11yd run P. Meconi Q1 ( pat ) T. Pozzebon 9':29" Q2 ( TD ) 41yd pass from T. Johnson P. Meconi Q2 ( pat ) T. Johnson 2':28" Q2 ( TD ) 9yd run P. Meconi Q2 ( pat ) N. Bussoletti 0':00" Q3 ( TD ) 15yd run Marcatori C. Iacona 5':07" Q2 ( TD ) 2yd pass from Fimiani W. Testa Q2 ( pat ) Germany 8':19" Q3 ( TD ) 14yd run W. Testa Q3 ( pat ) Germany 4':27" Q4 ( TD ) 2yd run W. Testa Q4 ( pat ) |             | |               |                                |
| |             | |               |                                |
| T. Johnson 8':51" Q1 (TD) 11yd run P. Meconi Q1 (pat) T. Johnson 4':07" Q1 (TD) 11yd run P. Meconi Q1 (pat) T. Pozzebon 9':29" Q2 (TD) 41yd pass from T. Johnson P. Meconi Q2 (pat) T. Johnson 2':28" Q2 (TD) 9yd run P. Meconi Q2 (pat) N. Bussoletti 0':00" Q3 (TD) 15yd run | Marcatori   | C. Iacona 5':07" Q2 (TD) 2yd pass from Fimiani W. Testa Q2 (pat) Germany 8':19" Q3 (TD) 14yd run W. Testa Q3 (pat) Germany 4':27" Q4 (TD) 2yd run W. Testa Q4 (pat) |               |                                |

#### 5ª giornata
| Arbitri: | G. Sabbatinelli A. Maghini I. Conti B. Jovanovic A. Visconti L. Ferracuti D. Vitale |

| |           | |
| Nacita 1':36" Q1 (TD) 7yd run Nacita 2':36" Q2 (TD) 1yd run Bonanno Q2 (tpc) pass from Nacita Bonanno 4':39" Q3 (TD) 20yd pass from Nacita F. Camorani Q3 (pat) Almeyda 0':14" Q4 (TD) 18yd pass from Nacita F. Camorani Q4 (pat) | Marcatori | Lamamra 10':03" Q1 (TD) 20yd pass from Zahradka di Tunisi Q1 (pat) Lamamra 5':29" Q1 (TD) 8yd pass from Zahradka di Tunisi Q1 (pat) di Tunisi 0':29" Q2 (TD) 8yd pass from Zahradka di Tunisi Q2 (pat) Bonaparte 0':00" Q3 (TD) 19yd run di Tunisi Q3 (pat) Bonaparte 0':00" Q4 (TD) 37yd pass from Zahradka |

| Arbitri: | Zampedri R. Buran G. Sanfelice F. Antonelli A. Sartini V. Vitelli R. Rettani |

| |           |                                                                 |
| Alinovi 8':15" Q2 (TD) 18yd pass from D. Rossi Felli Q2 (pat) Alinovi 11':40" Q3 (TD) 5yd pass from D. Rossi Felli Q3 (pat) Team 8':21" Q3 (saf) M. Pooda 6':15" Q3 (TD) 66yd run Felli Q3 (pat) Alinovi 4':16" Q3 (TD) 51yd punt return Felli Q3 (pat) Polidori 3':49" Q3 (TD) 2yd pass from D. Rossi Felli Q3 (pat) Felli 1':57" Q4 (FG) 34yd | Marcatori | Germany 8':44" Q4 (TD) 22yd pass from Fimiani W. Testa Q4 (pat) |

| Arbitri: | F. Garlaschi A. Maghini Tomaz F. Monti A. Visconti D. Vitale N. Pizzorno |

| |           | |
| D. Ravaioli 5':00" Q1 (FG) 35yd Scaglia 9':48" Q3 (TD) 19yd run J. Flanders 6':56" Q3 (TD) 1yd run | Marcatori | C. Brancaccio 0':59" Q1 (FG) 24yd Albertson 8':34" Q3 (TD) 76yd pass from Hughes III C. Brancaccio Q3 (pat) Soltana 4':40" Q4 (TD) 21yd pass from C. Brancaccio Albertson Q4 (tpc) pass from Hughes III |

| Arbitri: | R. Passalacqua F. Tognon P. Moglia A. Menotti M. Breglia A. Pagani D. Gilardi |

| |           | |
| A. Ghio 8':51" Q1 (TD) 37yd run J. Caprioglio Q1 (pat) Brown 3':30" Q4 (TD) 45yd pass from M. Wright Jr. J. Caprioglio Q4 (pat) M. Wright Jr. 1':53" Q4 (TD) 45yd run | Marcatori | Barbagallo 3':15" Q1 (TD) 1yd pass from T. Johnson P. Meconi Q1 (pat) R. Setti 0':00" Q2 (TD) 4yd pass from T. Johnson T. Johnson 9':00" Q4 (TD) 2yd run S. Cerini 8':11" Q4 (saf) M. Wright Jr. sacked for loss of 15 yards to the 0yd M. Arca 5':00" Q4 (TD) 17yd run P. Meconi Q4 (pat) |

#### Anticipi 1
| Arbitri: | Sala R. Buran Tomaz B. Jovanovic Zampedri A. Sartini A. Visconti |

| |           | |
| Silot Pajan 8':49" Q1 (TD) 16yd run Gahafer 0':13" Q1 (TD) 4yd run della Vecchia Q1 (pat) della Vecchia 5':03" Q2 (FG) 36yd Simone 0':16" Q3 (TD) 33yd pass from Gahafer Bemmo Pogo 7':23" Q4 (TD) 9yd pass from Gahafer della Vecchia Q4 (pat) Bonacci 2':54" Q4 (TD) 11yd pass from Gahafer della Vecchia Q4 (pat) | Marcatori | Carboni 9':44" Q1 (TD) 21yd pass from Hawthorne Nacita 7':07" Q3 (TD) 2yd run Nacita 2':40" Q3 (TD) 1yd run Carboni Q3 (pat) Nacita 8':46" Q4 (TD) 6yd run Carboni Q4 (pat) Nacita 2':30" Q4 (TD) 72yd pass from Hawthorne |

#### 6ª giornata
| Arbitri: | G. Marcuccetti Camossa Ferrante Conti Rettani Moglia Zampedri |

| |           |  |
| di Tunisi 10':06" Q1 (FG) 38yd Lamamra 5':10" Q1 (TD) 56yd pass from Zahradka di Tunisi Q1 (pat) di Tunisi 11':08" Q2 (TD) 3yd pass from Zahradka di Tunisi Q2 (pat) di Tunisi 10':05" Q2 (TD) 75yd pass from Zahradka di Tunisi Q2 (pat) P. Stillitano 6':36" Q2 (TD) 11yd run di Tunisi Q2 (pat) di Tunisi 3':26" Q2 (TD) 58yd pass from Zahradka di Tunisi Q2 (pat) Mitchell 7':38" Q2 (TD) 37yd pass from Zahradka di Tunisi Q3 (pat) A. Raffaele 10':05" Q4 (TD) 1yd run | Marcatori |  |

| Arbitri: | R. Passalacqua Gaias I. Conti D. Vitale N. Pizzorno S. Bernini S. Mari... |

| |           | |
| M. Pooda 7':05" Q1 (TD) 2yd pass from Hennessey Felli Q1 (pat) Alinovi 3':40" Q1 (TD) 19yd pass from Hennessey Felli Q1 (pat) Alinovi 2':26" Q2 (TD) 32yd pass from Hennessey Felli Q2 (pat) Hennessey 7':41" Q3 (TD) 10yd run Felli Q3 (pat) Canali 2':42" Q4 (TD) 14yd pass from Hennessey Felli Q4 (pat) | Marcatori | J. Flanders 4':53" Q2 (TD) 51yd run M. Zanetti Q2 (pat) J. Flanders 1':48" Q2 (TD) 64yd run A. Nadalini 9':04" Q4 (saf) |

| Arbitri: | G. Rizzello Sala Tomaz A. Menotti S. d'Amato R. Buran A. Sartini |

| |           | |
| Fimiani 3':15" Q1 (TD) 37yd run W. Testa Q1 (pat) Germany 7':15" Q2 (TD) 6yd run W. Testa Q2 (pat) W. Testa 0':04" Q2 (FG) 38yd | Marcatori | C. Brancaccio 8':01" Q1 (TD) 14yd run Albertson 4':00" Q1 (TD) 22yd pass from Hughes III A. Nocera 2':08" Q2 (TD) 9yd pass from Hughes III Albertson Q2 (tpc) rush Albertson 1':51" Q2 (TD) 53yd pass from Hughes III C. Brancaccio 1':20" Q4 (FG) 21yd C. Brancaccio 0':47" Q4 (TD) 46yd run Albertson Q4 (tpc) pass from Hughes III |

#### 7ª giornata
| Arbitri: | E. Smith F. Mariotti I. Conti A. Anania L. Ferracuti V. Vitelli D. Gilardi |

| |           | |
| J. Flanders 9':26" Q1 (TD) 25yd run P. Sargeni Q1 (pat) Cira 8':29" Q2 (TD) 3yd run P. Sargeni Q2 (pat) Cira 5':21" Q3 (TD) 9yd run P. Sargeni Q3 (pat) M. Berezan 1':53" Q4 (TD) 49yd pass from Scaglia P. Sargeni Q4 (pat) | Marcatori | Carboni 6':02" Q1 (TD) 10yd pass from Hawthorne F. Camorani Q1 (pat) Franco 0':53" Q1 (TD) 53yd pass from Hawthorne F. Camorani Q1 (pat) Nacita 7':50" Q2 (TD) 55yd pass from Hawthorne Q. Sousa 4':44" Q2 (TD) 15yd pass from Nacita Franco Q2 (tpc) pass from Nacita Carboni 0':41" Q3 (TD) 10yd pass from Nacita |

| Arbitri: | Sala M. Breglia P. Moglia F. Antonelli P. Gentile G. Sanfelice A. Pagani |

| |           | |
| Seck 8':47" Q2 (TD) 9yd pass from M. Wright jr. M. Wacoubo 1':07" Q2 (TD) 85yd pass from M. Wright jr. Brown Q2 (tpc) pass from M. Wright jr. A. Mella 10':14" Q3 (TD) 15yd pass from M. Wright jr. J. Salsa 8':16" Q3 (TD) 54yd pass from M. Wright jr. A. Morelli Q3 (pat) | Marcatori | di Tunisi 8':52" Q1 (FG) 37yd di Tunisi 3':49" Q1 (TD) 13yd pass from Zahradka di Tunisi Q1 (pat) Mitchell 5':34" Q2 (TD) 13yd pass from Zahradka di Tunisi Q2 (pat) Mitchell 8':34" Q3 (TD) 6yd pass from Zahradka Bonaparte 0':21" Q3 (TD) 12yd pass from Zahradka Bonaparte 4':05" Q4 (TD) 2yd run di Tunisi Q4 (pat) |

| Arbitri: | Camossa A. Maghini Tomaz A. Ferrante Sala A. Ferrarini A. Sartini |

| |           | |
| Silot Pajan 8':06" Q1 (TD) 39yd run della Vecchia Q1 (pat) Simone 5':29" Q2 (TD) 31yd pass from Gahafer D. Valota 6':27" Q3 (TD) 1yd run della Vecchia Q3 (pat) Simone 0':33" Q3 (TD) 29yd pass from Gahafer della Vecchia Q3 (pat) Petrone 9':05" Q4 (TD) 29yd run della Vecchia Q4 (pat) D. Valota 1':24" Q4 (TD) 1yd run della Vecchia Q4 (pat) | Marcatori | Albertson 10':42" Q1 (TD) 70yd pass from Hughes III C. Brancaccio Q1 (pat) Albertson 3':54" Q1 (TD) 2yd run C. Brancaccio 0':00" Q3 (FG) 25yd Me. Soltana 10':27" Q4 (TD) 4yd pass from Hughes III Albertson 5':54" Q1 (TD) 47yd pass from Hughes III C. Brancaccio Q1 (pat) |

| Ciampino 5 maggio 2019, ore 15:30 | Ducks Lazio | 20 – 30 (0-7 8-7 6-3 6-13) referto | Panthers Parma | C.S. Arnaldo Fuso (200 spett.) |
| T. Johnson 3':32" Q2 ( TD ) 5yd run T. Johnson Q2 ( tpc ) rush L. Melchiorre 10':01" Q3 ( TD ) 5yd pass from T. Johnson L. Melchiorre 6':53" Q4 ( TD ) 58yd pass from T. Johnson Marcatori M. Pooda 6':48" Q1 ( TD ) 3yd run Felli Q1 ( pat ) Finadri 0':19" Q2 ( TD ) 2yd pass from Hennessey Felli Q2 ( pat ) Felli 2':00" Q3 ( FG ) 21yd M. Pooda 8':00" Q4 ( TD ) 1yd run Canali 4':33" Q4 ( TD ) 19yd pass from Hennessey Felli Q4 ( pat ) |             | |                |                                |
| |             | |                |                                |
| T. Johnson 3':32" Q2 (TD) 5yd run T. Johnson Q2 (tpc) rush L. Melchiorre 10':01" Q3 (TD) 5yd pass from T. Johnson L. Melchiorre 6':53" Q4 (TD) 58yd pass from T. Johnson | Marcatori   | M. Pooda 6':48" Q1 (TD) 3yd run Felli Q1 (pat) Finadri 0':19" Q2 (TD) 2yd pass from Hennessey Felli Q2 (pat) Felli 2':00" Q3 (FG) 21yd M. Pooda 8':00" Q4 (TD) 1yd run Canali 4':33" Q4 (TD) 19yd pass from Hennessey Felli Q4 (pat) |                |                                |

#### 8ª giornata
| Arbitri: | E. Smith N. Fani G. Rizzello F. Antonelli A. Sartini R. Buran R. Rettani |

| |           | |
| Polidori 7':54" Q1 (TD) 14yd pass from Hennessey M. Felli Q1 (pat) Felli 3':01" Q1 (FG) 27yd Polidori 9':24" Q2 (TD) 86yd pass from Hennessey Felli Q2 (pat) M. Pooda 2':33" Q2 (TD) 5yd run Felli Q2 (pat) S. Ampomah 10':54" Q3 (TD) 6yd pass from Hennessey Felli Q3 (pat) M. Pooda 7':59" Q4 (TD) 53yd run Felli Q4 (pat) | Marcatori | M. Wacoubo 5':24" Q2 (TD) 79yd pass from M. Wright jr. Seck Q2 (tpc) pass from M. Wright jr. J. Salsa 0':15" Q2 (TD) 24yd pass from M. Wright jr. A. d'Alice Q2 (pat) Brown 3':27" Q3 (TD) 1yd pass from M. Wright jr. A. d'Alice Q3 (pat) M. Wright jr. 4':33" Q4 (TD) 2yd run |

| Arbitri: | Zampedri U. di Bari E. di Battista E. Moselli Colombo B. Jovanovic L. Ferracuti |

|                                                                                                |           | |
| Soltana 2':10" Q2 (TD) 12yd pass from Hughes III 0':15" Q2 (TD) 3yd run C. Brancaccio Q2 (pat) | Marcatori | Nacita 9':09" Q1 (TD) 20yd run Nacita 4':10" Q1 (TD) 72yd run D. Vitti 0':03" Q1 (TD) 35yd pass frm Nacita 6':00" Q2 (TD) 69yd run Bonanno Q2 (tpc) pass from Hawthorne Nacita 11':50" Q4 (TD) 25yd pass from Hawthorne Carboni Q4 (tpc) pass from Hawthorne 8':40" Q4 (TD) 4yd run |

| Arbitri: | E. Smith Sala Tomaz Zampedri Colombo M. Bernardi A. Pagani |

| |           | |
| Fimiani 3':44" Q1 (TD) 3yd run W. Testa Q1 (pat) Germany 1':17" Q1 (TD) 61yd pass from Fimiani W. Testa Q1 (pat) M. Bonzanni 8':00" Q3 (TD) 15yd pass from Fimiani W. Testa Q3 (pat) Fimiani 11':28" Q4 (TD) 1yd run W. Testa Q4 (pat) | Marcatori | J. Flanders 3':26" Q1 (TD) 1yd run M. Zanetti Q1 (pat) J. Flanders 2':39" Q2 (TD) 1yd run M. Zanetti Q2 (pat) J. Flanders 10':26" Q3 (TD) 56yd run M. Zanetti Q3 (pat) M. Zanetti 5':03" Q3 (FG) 22yd M. Zanetti 2':20" Q3 (TD) 29yd pass from Scaglia M. Zanetti :q3" (pat) G. Sassoli 11':16" Q4 (TD) 80yd kickoff return |

#### 9ª giornata
| Arbitri: | G. Sabbatinelli R. Buran P. Moglia A. Conti L. Ferracuti N. Pizzorno S. Mari... |

| |           | |
| Nacita 9':50" Q1 (TD) 8yd run F. Camorani Q1 (pat) Carboni 6':16" Q1 (TD) 18yd pass from Nacita Bonanno Q1 (tpc) pass from Nacita 11':37" Q2 (TD) 2yd run F. Camorani Q2 (pat) Nacita 2':25" Q2 (TD) 2yd run F. Camorani Q2 (pat) Nacita 2':20" Q3 (TD) 58yd run Nacita 4':10" Q4 (TD) 69yd run | Marcatori | Germany 3':15" Q1 (TD) 14yd run W. Testa Q1 (pat) W. Testa 4':16" Q2 (FG) 37yd Fimiani 1':41" Q4 (TD) 13yd run W. Testa Q4 (pat) |

| Arbitri: | Sala Fani Sanfelice Colombo A. Visconti A. Sartini Jovanovic |

| |           | |
| Zahradka 0':17" Q1 (TD) 10yd pass from Mitchell di Tunisi Q1 (pat) P. Previtali 9':48" Q2 (TD) 64yd pass from Zahradka di Tunisi Q2 (pat) P. Stillitano 1':36" Q2 (TD) 2yd run di Tunisi Q2 (pat) Mitchell 7':03" Q3 (TD) 8yd pass from Zahradka di Tunisi Q3 (pat) A. Sherrils 3':25" Q3 (saf) PAT return A. Raffaele 0':57" Q3 (TD) 1yd run di Tunisi Q3 (pat) A. Sherrils 0':20" Q3 (TD) 20yd punt return di Tunisi Q3 (pat) | Marcatori | della Vecchia 5':54" Q2 (FG) 46yd Bonacci 3':25" Q3 (TD) 16yd pass from Gahafer Simone 0':10" Q4 (TD) 8yd pass from Gahafer della Vecchia Q4 (pat) |

| Arbitri: | G. Marcuccetti M. Breglia A. Ferrarini F. Antonelli A. Pagani A. Gentile R. Rettani |

| |           | |
| Brown 5':29" Q1 (TD) 33yd pass from M. Wright jr. A. d'Alice Q1 (pat) Brown 8':45" Q2 (TD) 1yd pass from M. Wright jr. A. d'Alice Q2 (pat) Brown 2':32" Q2 (TD) 10yd pass from M. Wright jr. A. d'Alice Q2 (pat) Seck 10':37" Q3 (TD) 53yd pass from M. Wright jr. A. d'Alice Q3 (pat) Seck 8':24" Q3 (TD) 29yd pass from M. Wright jr. A. d'Alice Q3 (pat) Seck 1':40" Q3 (TD) 85yd kickoff return M. Wacoubo 0':59" Q4 (TD) 20yd pass from M. Wright jr. A. d'Alice Q4 (pat) | Marcatori | M. Zanetti 6':10" Q1 (TD) 24yd pass from Scaglia G. Sassoli 4':22" Q1 (TD) 41yd pass from Scaglia S. Capogrosso 0':59" Q2 (TD) 9yd pass from Scaglia P. Sargeni Q2 (pat) M. Zanetti 5':06" Q3 (TD) 12yd pass from Scaglia P. Sargeni Q3 (pat) M. Berezan 2':06" Q3 (TD) 4yd run M. Berezan Q3 (tpc) rush M. Berezan 7':00" Q4 (TD) 1yd run M. Berezan 4':00" Q4 (TD) 49yd pass from Scaglia |

#### 10ª giornata
| Arbitri: | Sala R. Buran Tomaz A. Ferrarini A. Chiello N. Pizzorno S. Marià |

| |           | |
| S. Gatto 6':51" Q1 (TD) 16yd pass from Hughes III 1':57" Q3 (TD) 14yd run Hughes III 2':39" Q4 (TD) 10yd run | Marcatori | A. Mella 5':22" Q2 (TD) 3yd pass from M. Wright jr. A. d'Alice Q2 (pat) J. Salsa 0':51" Q2 (TD) 24yd pass from M. Wright jr. A. d'Alice Q2 (pat) A. Mella 9':00" Q3 (TD) 9yd pass from M. Wright jr. A. d'Alice Q3 (pat) A. d'Alice 5':19" Q4 (FG) 22yd |

| Ciampino 26 maggio 2019, ore 15:30 | Ducks Lazio | 34 – 33 (0-7 14-6 7-0 13-20) referto | Giants Bolzano | C.S. Arnaldo Fuso (100 spett.) |
| L. Melchiorre 9':21" Q2 ( TD ) 59yd punt return G. Bianco Q2 ( pat ) A. Rinaldi 1':15" Q2 ( TD ) 14yd pass from T. Johnson G. Bianco Q2 ( pat ) L. Melchiorre 5':15" Q3 ( TD ) 4yd pass from T. Johnson G. Bianco Q3 ( pat ) M. Arca 11':43" Q4 ( TD ) 1yd run M. Arca 4':05" Q4 ( TD ) 13yd run G. Bianco Q4 ( pat ) Marcatori Simone 2':45" Q1 ( TD ) 12yd pass from Gahafer della Vecchia Q1 ( pat ) Simone 8':17" Q2 ( TD ) 64yd pass from Gahafer Petrone 11':02" Q4 ( TD ) 25yd run della Vecchia Q4 ( pat ) Petrone 3':10" Q4 ( TD ) 9yd run della Vecchia Q4 ( pat ) della Vecchia 0':20" Q4 ( TD ) 25yd pass from Gahafer |             | |                |                                |
| |             | |                |                                |
| L. Melchiorre 9':21" Q2 (TD) 59yd punt return G. Bianco Q2 (pat) A. Rinaldi 1':15" Q2 (TD) 14yd pass from T. Johnson G. Bianco Q2 (pat) L. Melchiorre 5':15" Q3 (TD) 4yd pass from T. Johnson G. Bianco Q3 (pat) M. Arca 11':43" Q4 (TD) 1yd run M. Arca 4':05" Q4 (TD) 13yd run G. Bianco Q4 (pat) | Marcatori   | Simone 2':45" Q1 (TD) 12yd pass from Gahafer della Vecchia Q1 (pat) Simone 8':17" Q2 (TD) 64yd pass from Gahafer Petrone 11':02" Q4 (TD) 25yd run della Vecchia Q4 (pat) Petrone 3':10" Q4 (TD) 9yd run della Vecchia Q4 (pat) della Vecchia 0':20" Q4 (TD) 25yd pass from Gahafer |                |                                |

### Classifica
La classifica della regular season è la seguente:
- PCT = percentuale di vittorie, G = partite giocate, V = partite vinte, P = partite perse, PF = punti fatti, PS = punti subiti
- La qualificazione ai playoff direttamente in semifinale in verde
- La qualificazione alle wild card in azzurro
- La retrocessa in Seconda Divisione è indicata in giallo

| Pos. | Squadra          | PCT  | G | V | P | PF  | PS  |
| ---- | ---------------- | ---- | - | - | - | --- | --- |
| 1    | Seamen Milano    | .875 | 8 | 7 | 1 | 291 | 105 |
| 2    | Giants Bolzano   | .750 | 8 | 6 | 2 | 248 | 182 |
| 3    | Guelfi Firenze   | .750 | 8 | 6 | 2 | 287 | 181 |
| 4    | Panthers Parma   | .750 | 8 | 6 | 2 | 202 | 146 |
| 5    | Ducks Lazio      | .625 | 8 | 5 | 3 | 219 | 223 |
| 6    | Giaguari Torino  | .250 | 8 | 2 | 6 | 189 | 286 |
| 7    | Dolphins Ancona  | .250 | 8 | 2 | 6 | 143 | 221 |
| 8    | Warriors Bologna | .125 | 8 | 1 | 7 | 173 | 277 |
| 9    | Lions Bergamo    | .125 | 8 | 1 | 7 | 144 | 275 |

## Playoff

### Tabellone
|  | Wild Card | Wild Card       | Wild Card      |                |               | Semifinali    | Semifinali    | Semifinali |  |  | XXXIX Italian Bowl | XXXIX Italian Bowl | XXXIX Italian Bowl |  |
|  |           |                 |                |                |               |               |               |            |  |  |                    |                    |                    |  |
|  |           |                 |                |                |               | 1             | Seamen Milano | 38         |  |  |                    |                    |                    |  |
|  |           |                 |                |                |               | 1             | Seamen Milano | 38         |  |  |                    |                    |                    |  |
|  |           |                 |                | Ducks Lazio    | 0             |               |               |            |  |  |                    |                    |                    |  |
|  | 4         | Panthers Parma  | 20             | Ducks Lazio    | 0             |               |               |            |  |  |                    |                    |                    |  |
|  | 4         | Panthers Parma  | 20             |                |               |               |               |            |  |  |                    |                    |                    |  |
|  | 5         | Ducks Lazio     | 22             |                |               |               |               |            |  |  |                    |                    |                    |  |
|  | 5         | Ducks Lazio     | 22             |                | Seamen Milano | Seamen Milano | 62            |            |  |  |                    |                    |                    |  |
|  |           |                 |                |                |               |               |               |            |  |  |                    |                    |                    |  |
|  |           |                 | Guelfi Firenze | Guelfi Firenze | 28            |               |               |            |  |  |                    |                    |                    |  |
|  |           |                 |                | Guelfi Firenze | 28            |               |               |            |  |  |                    |                    |                    |  |
|  |           |                 |                |                |               |               |               |            |  |  |                    |                    |                    |  |
|  |           |                 |                |                |               |               |               |            |  |  |                    |                    |                    |  |
|  |           | 2               | Giants Bolzano | 39             |               |               |               |            |  |  |                    |                    |                    |  |
|  |           |                 |                | 39             |               |               |               |            |  |  |                    |                    |                    |  |
|  |           |                 |                | Guelfi Firenze | 42            |               |               |            |  |  |                    |                    |                    |  |
|  | 3         | Guelfi Firenze  | 31             | Guelfi Firenze | 42            |               |               |            |  |  |                    |                    |                    |  |
|  | 3         | Guelfi Firenze  | 31             |                |               |               |               |            |  |  |                    |                    |                    |  |
|  | 6         | Giaguari Torino | 14             |                |               |               |               |            |  |  |                    |                    |                    |  |

### Wild Card
| Arbitri: | S. d'Amato G. Marcuccetti I. Conti B. Jovanovic A. Visconti R. Rettani N. Pizzorno |

| |           | |
| Nacita 6':59" Q1 (TD) 2yd run F. Camorani Q1 (pat) F. Camorani 8':33" Q2 (FG) 29yd Nacita 0':08" Q2 (TD) 8yd run F. Camorani Q2 (pat) Nacita 4':15" Q3 (TD) 81yd run F. Camorani Q3 (pat) Sousa 2':15" Q3 (TD) 11yd pass from Hawthorne} F. Camorani Q3 (pat) | Marcatori | J. Salsa 0':00" Q3 (TD) 27yd pass from M. Wright jr. Brown 5':05" Q4 (TD) 3yd pass from M. Wright jr. Seck Q4 (tpc) pass from M. Wright jr. |

| Arbitri: | Sala R. Passalacqua Tomaz D. Vitale A. Gentile F. Mariotti A. Pagani |

| |           | |
| Finadri 1':10" Q3 (TD) 22yd pass from D. Rossi Felli Q3 (pat) Alinovi 6':36" Q4 (TD) 79yd kickoff return M. Felli Q4 (pat) S. Ampomah 0':00" Q4 (TD) 30yd pass from D. Rossi | Marcatori | L. Melchiorre 7':00" Q1 (TD) 15yd pass from T. Johnson G. Bianco Q1 (pat) A. Rinaldi 3':54" Q2 (TD) 10yd pass from T. Johnson L. Melchiorre 0':56" Q2 (TD) 8yd pass from T. Johnson G. Bianco 6':51" Q4 (FG) 21yd |

### Semifinali
| Arbitri: | S. d'Amato R. Passalcqua I. Conti Colombo A. Pagani R. Rettani N. Janicijevic |

| |           | |
| della Vecchia 8':58" Q2 (FG) 31yd Gahafer 4':56" Q2 (TD) 36yd run della Vecchia Q2 (pat) Simone 2':27" Q3 (TD) 5yd pass from Gahafer Petrone 10':22" Q4 (TD) 6yd pass from Gahafer Bouah Q4 (tpc) rush Bonacci 3':20" Q4 (TD) 39yd pass from Gahafer Bouah Q4 (tpc) pass from Gahafer Bonacci 1':35" Q4 (TD) 11yd pass from Gahafer della Vecchia Q4 (pat) | Marcatori | G. Bonanno 9':20" Q1 (TD) 37yd pass from Nacita Q1 (tpc) rush Hawthorne 8':06" Q2 (TD) 53yd pass from Nacita F. Camorani Q2 (pat) Nacita 3':48" Q2 (TD) 72yd run F. Camorani Q2 (pat) Nacita 5':21" Q3 (TD) 34yd run R. Stowers 0':36" Q3 (TD) 10yd pass from Nacita F. Camorani Q3 (pat) Nacita 3':45" Q4 (TD) 12yd run F. Camorani Q4 (pat) |

| Arbitri: | Sala Tognon Sartini Nenotti Camossa Gilardi Bernini |

| |           |  |
| Bonaparte 7':01" Q1 (TD) 16yd run A. Mboutcha Ket 4':49" Q1 (TD) 0yd fumble recovery di Tunisi Q1 (pat) C. Buccellato 6':23" Q2 (TD) 1yd pass from Mitchell di Tunisi Q2 (pat) Santagostino 3':37" Q2 (TD) 20yd pass from Zahradka di Tunisi Q2 (pat) Santagostino 9':01" Q3 (TD) 58yd pass from Zahradka Mitchell Q3 (tpc) pass from Zahradka di Tunisi 9':37" Q4 (FG) 42yd | Marcatori |  |

### XXXIX Italian Bowl
| Arbitri: | G. Marcuccetti Breglia Tomaz Garlaschi Zampedri Visconti Ferracuti |

| |           | |
| Santagostino 8':49" Q1 (TD) 7yd pass from Zahradka di Tunisi Q1 (pat) Raffaele 3':13" Q1 (TD) 1yd run di Tunisi Q1 (pat) di Tunisi 11':58" Q2 (FG) 26yd Raffaele 5':52" Q2 (TD) 2yd run di Tunisi Q2 (pat) di Tunisi 0':00" Q2 (FG) 26yd Bonaparte 6':28" Q3 (TD) 32yd run di Tunisi Q3 (pat) Mitchell 1':52" Q3 (TD) 20yd pass from Zahradka di Tunisi Q3 (pat) F. Fiammenghi 9':51" Q4 (TD) 30yd pass from Zahradka di Tunisi Q4 (pat) Mitchell 3':26" Q4 (TD) 7yd pass from Zahradka di Tunisi Q4 (pat) M. Aletti 0':59" Q4 (TD) 53yd fumble recovery di Tunisi Q4 (pat) | Marcatori | Nacita 5':54" Q1 (TD) 8yd run Franco 2':25" Q1 (TD) 60yd pass from Nacita Q1 (tpc) rush Nacita 3':06" Q2 (TD) 3yd run F. Camorani Q2 (pat) Nacita 3':21" Q3 (TD) 26yd run F. Camorani Q3 (pat) |

## XXXIX Italian Bowl
La partita finale, chiamata XXXIX Italian Bowl si è giocata il 6 luglio 2019 a Sesto San Giovanni, ed è stata vinta dai Seamen Milano sui Guelfi Firenze per 62 a 28.
Prima del kickoff, sono stati presentati tre nuovi nominativi selezionati dalla Commissione FHOF per essere introdotti nella FIDAF Hall of Fame, tra le personalità più notevoli di questo sport nella penisola italiana.
Al termine, Luke Zahradka – quarterback dei Seamen e della Nazionale italiana, autore di quattro td-pass – è stato nominato MVP dell'incontro.

## Verdetti
- Seamen Milano Campioni d'Italia 2019
- Lions Bergamo retrocessi in Seconda Divisione FIDAF 2020

## Marcatori
| Giocatore     | Sq.              | TD rush | TD recv | TD int | TD p.ret | TD k.ret | TD oth | Xp1   | Xp2 | FG  | Saf | Totale |
| ------------- | ---------------- | ------- | ------- | ------ | -------- | -------- | ------ | ----- | --- | --- | --- | ------ |
| Nacita        | Guelfi Firenze   | 20+9    | 4+0     | 1+0    | 0+0      | 0+0      | 0+0    | 0+0   | 1+2 | 0+0 | 0+0 | 210    |
| di Tunisi     | Seamen Milano    | 0+0     | 8+0     | 0+0    | 0+0      | 0+0      | 0+0    | 28+11 | 0+0 | 2+3 | 0+0 | 102    |
| Simone        | Giants Bolzano   | 0+0     | 13+1    | 0+0    | 0+0      | 0+0      | 0+0    | 0+0   | 1+0 | 0+0 | 0+0 | 86     |
| Mitchell      | Seamen Milano    | 0+0     | 9+2     | 0+0    | 1+0      | 0+0      | 0+0    | 0+0   | 1+1 | 0+0 | 0+0 | 76     |
| L. Melchiorre | Ducks Lazio      | 0+0     | 8+2     | 1+0    | 1+0      | 0+0      | 0+0    | 0+0   | 0+0 | 0+0 | 0+0 | 74     |
| 2 giocatori   | 60               |         |         |        |          |          |        |       |     |     |     |        |
| 2 giocatori   | 54               |         |         |        |          |          |        |       |     |     |     |        |
| della Vecchia | Giants Bolzano   | 0+0     | 1+0     | 0+0    | 0+0      | 1+0      | 0+0    | 24+2  | 0+0 | 4+1 | 0+0 | 53     |
| T. Johnson    | Ducks Lazio      | 7       | 0       | 0      | 0        | 0        | 0      | 0     | 3   | 0   | 0   | 48     |
| M. Felli      | Panthers Parma   | 0+0     | 0+0     | 0+0    | 0+0      | 0+0      | 0+0    | 24+2  | 0+0 | 6+0 | 0+0 | 44     |
| 3 giocatori   | 42               |         |         |        |          |          |        |       |     |     |     |        |
| Brown         | Giaguari Torino  | 0+0     | 5+1     | 0+0    | 0+0      | 0+0      | 0+0    | 0+0   | 1+0 | 0+0 | 0+0 | 38     |
| 2 giocatori   | 36               |         |         |        |          |          |        |       |     |     |     |        |
| 3 giocatori   | 30               |         |         |        |          |          |        |       |     |     |     |        |
| C. Brancaccio | Dolphins Ancona  | 2       | 0       | 0      | 0        | 0        | 0      | 5     | 0   | 4   | 0   | 29     |
| 3 giocatori   | 28               |         |         |        |          |          |        |       |     |     |     |        |
| M. Berezan    | Warriors Bologna | 2       | 2       | 0      | 0        | 0        | 0      | 0     | 1   | 0   | 0   | 26     |
| 7 giocatori   | 24               |         |         |        |          |          |        |       |     |     |     |        |
| 2 giocatori   | 20               |         |         |        |          |          |        |       |     |     |     |        |
| 13 giocatori  | 18               |         |         |        |          |          |        |       |     |     |     |        |
| A. d'Alice    | Giaguari Torino  | 0       | 0       | 0      | 0        | 0        | 0      | 11    | 0   | 1   | 0   | 14     |
| G. Bianco     | Ducks Lazio      | 0+0     | 0+0     | 0+0    | 0+0      | 0+0      | 0+0    | 9+1   | 0+0 | 0+1 | 0+0 | 13     |
| 11 giocatori  | 12               |         |         |        |          |          |        |       |     |     |     |        |
| P. Previtali  | Seamen Milano    | 0       | 1       | 0      | 0        | 0        | 0      | 3     | 1   | 0   | 0   | 11     |
| 4 giocatori   | 8                |         |         |        |          |          |        |       |     |     |     |        |
| 24 giocatori  | 6                |         |         |        |          |          |        |       |     |     |     |        |
| 2 giocatori   | 4                |         |         |        |          |          |        |       |     |     |     |        |
| D. Ravaioli   | Warriors Bologna | 0       | 0       | 0      | 0        | 0        | 0      | 0     | 0   | 1   | 0   | 3      |
| 4 giocatori   | 2                |         |         |        |          |          |        |       |     |     |     |        |
| A. Morelli    | Giaguari Torino  | 0       | 0       | 0      | 0        | 0        | 0      | 1     | 0   | 0   | 0   | 1      |

- Miglior marcatore della stagione regolare: Nacita ( Guelfi Firenze), 152
- Miglior marcatore dei playoff: Nacita ( Guelfi Firenze), 58
- Miglior marcatore della stagione: Nacita ( Guelfi Firenze), 210

## Passer rating
La classifica tiene in considerazione soltanto i quarterback con almeno 10 lanci effettuati.
| Giocatore     | Sq.              | G   | Att    | Comp   | Int | Yds      | TD   | NFL    | NCAA   |
| ------------- | ---------------- | --- | ------ | ------ | --- | -------- | ---- | ------ | ------ |
| Zahradka      | Seamen Milano    | 8+2 | 185+41 | 123+31 | 4+0 | 1864+554 | 27+6 | 135,66 | 202,66 |
| Gahafer       | Giants Bolzano   | 8+1 | 240+32 | 132+19 | 4+0 | 1759+292 | 21+4 | 104,27 | 146,24 |
| Hawthorne     | Guelfi Firenze   | 8+3 | 119+13 | 64+7   | 4+1 | 1060+79  | 9+1  | 92,33  | 143,69 |
| Hennessey     | Panthers Parma   | 4   | 88     | 47     | 4   | 655      | 9    | 92,76  | 140,59 |
| Hughes III    | Dolphins Ancona  | 8   | 203    | 117    | 4   | 1452     | 14   | 94,69  | 136,54 |
| T. Johnson    | Ducks Lazio      | 8+2 | 216+59 | 130+34 | 3+1 | 1463+284 | 17+3 | 96,43  | 134,09 |
| Nacita        | Guelfi Firenze   | 8+3 | 70+69  | 31+37  | 1+2 | 534+468  | 8+4  | 92,67  | 133,65 |
| M. Wright jr. | Giaguari Torino  | 8+1 | 252+37 | 127+20 | 5+3 | 1839+201 | 21+2 | 88,88  | 130,89 |
| Fimiani       | Lions Bergamo    | 8   | 188    | 93     | 9   | 1285     | 7    | 64,25  | 109,60 |
| Scaglia       | Warriors Bologna | 8   | 179    | 75     | 6   | 987      | 9    | 62,77  | 98,11  |
| D. Rossi      | Panthers Parma   | 5+1 | 98+35  | 49+17  | 7+1 | 470+194  | 5+2  | 56,72  | 96,90  |

- Miglior QB della stagione regolare: Luke Zahradka ( Seamen Milano), 194,96
- Miglior QB dei playoff: Luke Zahradka ( Seamen Milano), 237,40
- Miglior QB della stagione: Luke Zahradka ( Seamen Milano), 202,66